# Nocek
Nocek (Myotis) – rodzaj ssaków z podrodziny nocków (Myotinae) w obrębie rodziny mroczkowatych (Vespertilionidae).

## Rozmieszczenie geograficzne
Rodzaj obejmuje gatunki występujące na całym świecie (oprócz Antarktydy).

## Morfologia
Długość ciała (bez ogona) 26,3–100 mm, długość ogona 21–78 mm, długość ucha 7–29 mm, długość tylnej stopy 4–24 mm, długość przedramienia 26,5–69 mm; masa ciała 2–32,5 g.

## Systematyka
Rodzaj zdefiniował w 1829 roku niemiecki przyrodnik i paleontolog Johann Jakob Kaup w publikacji swojego autorstwa zatytułowanej Zarys historii rozwoju i systemu naturalnego europejskiego świata zwierząt: część pierwsza obejmuje ssaki ptasie i ptaki wraz ze wskazaniem pochodzenia tych ostatnich od płazów. Gatunkiem typowym jest (oznaczenie monotypowe) nocek duy (M. myotis).

### Etymologia
- Myotis (Myotus, M,rolis, Myottis): gr. μυς mus, μυός muos ‘mysz’; ους ous, ωτος ōtos ‘ucho’[32].
- Nyctactes: gr. νυστακτης nustaktēs ‘senny, ospały’, od νυσταζω nustazō ‘drzemać’[2][33]. Gatunek typowy (oznaczenie monotypowe): Vespertilio bechsteinii Kuhl, 1817.
- Leuconoe: gr. λευκος leukos ‘biały’[34]. Gatunek typowy (oznaczenie monotypowe): Vespertilio daubentonii Kuhl, 1817.
- Capaccinius (Capaccinus): Francesco Cappuccini, włoski polityk, podsekretarz stanu do spraw zagranicznych w latach 1833–34, patron i subskrybent Bonapartego[35]. Gatunek typowy (oznaczenie monotypowe): Vespertilio capaccinii Bonaparte, 1837.
- Selysius: Edmond de Sélys Longchamps (1813–1900), belgijski polityk i naukowiec[36]. Gatunek typowy (oznaczenie monotypowe): Vespertilio mystacinus Kuhl, 1817.
- Trilatitus (Tralatitus, Tralatitius): łac. tralatitius ‘zwykły, pospolity’[37]. Gatunek typowy: Gray wymienił trzy gatunki – Vespertilio blepotis Temminck, 1840 (= Vespertilio fuliginosa Hodgson, 1835), Vespertilio hasseltii Temminck, 1840 i Vespertilio macellus Temminck, 1840 – z których gatunkiem typowym jest (późniejsze oznaczenie) Vespertilio hasseltii Temminck, 1840.
- Isotus: gr. ισος isos ‘równy, podobny’; ους ous, ωτος ōtos ‘ucho’[38]. Gatunek typowy: Kolenati wymienił dwa gatunki – Vespertilio nattereri Kuhl, 1817 i 	Vespertilio emarginatus É. Geoffroy Saint-Hilaire, 1806 – z których gatunkiem typowym jest (późniejsze oznaczenie) Vespertilio nattereri Kuhl, 1817.
- Brachyotus: gr. βραχυς brakhus ‘krótki’; ους ous, ωτος ōtos ‘ucho’[39]. Gatunek typowy: Kolenati wymienił trzy gatunki – Vespertilio mystacinus Kuhl, 1817, Vespertilio daubentonii Kuhl, 1817 i Vespertilio dasycneme Boie, 1825 – z których gatunkiem typowym jest (późniejsze oznaczenie) Vespertilio mystacinus Kuhl, 1817.
- Pternopterus: gr. πτερνη pternē ‘pięta’; -πτερος -pteros ‘-skrzydły’, od πτερον pteron ‘skrzydło’[40]. Gatunek typowy (oznaczenie monotypowe): Vespertilio (Pternopterus) lobipes Peters, 1867 (= Vespertilio muricola J.E. Gray, 1846).
- Exochurus: gr. εκ ek, εξ ex ‘bez’; -ουρος -ouros ‘-ogonowy’, od ουρα oura ‘ogon’[41]. Gatunek typowy: Fitzinger wymienił trzy gatunki – Vespertilio horsfieldii Temminck, 1840, Vespertilio macrodactylus Temminck, 1840 i Vespertilio macrotarsus Waterhouse, 1845 – z których gatunkiem typowym jest (późniejsze oznaczenie) Vespertilio macrodactylus Temminck, 1840.
- Cnephaiophilus: gr. κνεφαιος knephaios ‘w ciemności, ciemny’, od κνεφας knephas ‘ciemność’; φιλος philos ‘miłośnik’, od φιλεω phileō ‘kochać’[42]. Gatunek typowy: Fitzinger wymienił cztery gatunki – Vespertilio pellucidus Waterhouse, 1845, Vespertilio ferrugineus Temminck, 1840 (= Vespertilio dasycneme Boie, 1825), Vespertilio macellus[i] Temminck, 1840 i Vespertilio noctivagans Le Conte, 1831 – gatunek typowy nie został wyznaczony.
- Comastes: gr. κωμαστης kōmastēs ‘biesiadnik, hulaka’[43]. Gatunek typowy: Fitzinger wymienił cztery gatunki – Vespertilio capaccinii Bonaparte, 1837, Vespertilio megapodius Temminck, 1840 (= Vespertilio capaccinii Bonaparte, 1837), Vespertilio dasycneme Boie, 1825 i Vespertilio limnophilus Temminck, 1840 (= Vespertilio dasycneme Boie, 1825) – z których gatunkiem typowym jest (późniejsze oznaczenie) Vespertilio capaccinii Bonaparte, 1837.
- Euvespertilio: gr. ευ eu ‘dobry, ładny, typowy’; rodzaj Vespertilio Linnaeus, 1758[16]. Gatunek typowy: Acloque wymmienił pięć gatunków – Vespertilio emarginatus É. Geoffroy Saint-Hilaire, 1806, Vespertilio nattereri Kuhl, 1817, Vespertilio mystacinus Kuhl, 1817, Vespertilio murinus von Schreber, 1774 (= Vespertilio myotis Borkhausen, 1797) i Vespertilio bechsteini Acloque, 1900 (= Vespertilio bechsteinii Kuhl, 1817) – z których gatunkiem typowym jest (późniejsze oznaczenie) Vespertilio emarginatus É. Geoffroy Saint-Hilaire, 1806.
- Pizonyx: gr. πιεζω piezō ‘ściskać, gnieść’[44]; ονυξ onux, ονυχος onukhos ‘pazur, paznokieć’[45]. Gatunek typowy (oryginalne oznaczenie): Myotis vivesi Menegaux, 1901.
- Chrysopteron: gr. χρυσος khrusos ‘złoto’; πτερον pteron ‘skrzydło’[18]. Gatunek typowy (oryginalne oznaczenie): Kerivoula weberi Jentink, 1890[j].
- Dichromyotis: gr. διχρως dikhrōs ‘dwukolorowy’, od δι- di- ‘podwójny’, od δις dis ‘dwukrotnie’, od δυο duo ‘dwa’; χρως khrōs, χρωτος khrōtos ‘cera, karnacja’; rodzaj Myotis Kaup, 1829[19]. Gatunek typowy (oznaczenie monotypowe): Vespertilio formosus Hodgson, 1835.
- Paramyotis: gr. παρα para ‘blisko’; rodzaj Myotis Kaup, 1829[20].
- Rickettia: epitet gatunkowy Vespertilio (Leuconoe) ricketti O. Thomas, 1894; Charles Boughey Rickett (1851–1943), brytyjski bankier, kolekcjoner z Dalekiego Wschodu[19]. Gatunek typowy (oznaczenie monotypowe): Vespertilio (Leuconoe) ricketti O. Thomas, 1894.
- Megapipistrellus: gr. μεγας megas ‘wielki’; rodzaj Pipistrellus Kaup, 1829[21]. Gatunek typowy (oznaczenie monotypowe): Pipistrellus annectans Dobson, 1871.
- Anamygdon: etymologia niejasna, Troughton nie wyjaśnił pochodzenia nazwy rodzajowej[22]. Gatunek typowy (oryginalne oznaczenie): Anamygdon solomonis[k] Troughton, 1929.
- Hesperomyotis: gr. ἑσπερος hesperos ‘zachodni’; rodzaj Myotis Kaup, 1829[23]. Gatunek typowy (oryginalne oznaczenie): Myotis simus O. Thomas, 1901.

### Podział systematyczny
Myotis to najbardziej liczny z rodzajów nietoperzy, w którym rozpoznano 127 gatunków (bez gatunków wymarłych) i regularnie opisywane są nowe. Historia taksonomi podrodzajowej w obrębie Myotis jest skomplikowana. Dane genetyczne wskazują na istnienie dwóch głównych kladów w rodzaju Myotis – jednego w Nowym Świecie (z dwoma gatunkami ze Starego Świata) i drugiego w Starym Świecie. Można zastosować podział na trzy podrodzaje: Pizonyx będący najstarszą dostępną nazwą dla kladu Nowego Świata oraz Chrysopteron (azjatyckie „pomarańczowe” i „żółte” gatunki oraz endemiczne gatunki afrykańskie) i Myotis (wszystkie inne gatunki ze Starego Świata) dla kladu Starego Świata. W obrębie podrodzajów grupy gatunkowe zostały zdefiniowane głównie na podstawie danych genetycznych, ale dokładny skład gatunkowy tych grup jest wciąż dyskusyjny.
Do rodzaju należą następujące gatunki zgrupowane w trzech podrodzajach:

- Pizonyx G.S. Miller, 1906
  - Myotis septentrionalis (Trouessart, 1897) – nocek północny
  - Myotis auriculus R.H. Baker & Stains, 1955 – nocek uszaty
  - Myotis ciliolabrum (C.H. Merriam, 1886) – nocek rzęsowargi
  - Myotis leibii (Audubon & Bachman, 1842) – nocek małostopy
  - Myotis californicus (Audubon & Bachman, 1842) – nocek kalifornijski
  - Myotis lucifugus (Le Conte, 1831) – nocek amerykański
  - Myotis keenii (C.H. Merriam, 1895) – nocek brzegowy
  - Myotis evotis (H. Allen, 1864) – nocek długouchy
  - Myotis thysanodes G.S. Miller, 1897 – nocek frędzlowaty
  - Myotis occultus Hollister, 1909 – nocek arizoński
  - Myotis volans (H. Allen, 1866) – nocek długonogi
  - Myotis planiceps R.H. Baker, 1955 – nocek płaskogłowy
  - Myotis sodalis G.S. Miller & G.M. Allen, 1928 – nocek towarzyski
  - Myotis fortidens G.S. Miller & G.M. Allen, 1928 – nocek cynamonowy
  - Myotis findleyi Bogan, 1978 – nocek wyspowy
  - Myotis armiensis C.A. Carrión-Bonilla & J.A. Cook, 2020
  - Myotis barquezi Novaes, Cláudio, M.M. Díaz, D.E. Wilson, Weksler & Moratelli, 2022
  - Myotis pilosotibialis LaVal, 1973
  - Myotis keaysi J.A. Allen, 1914 – nocek włosonogi
  - Myotis ruber É. Geoffroy Saint-Hilaire, 1806) – nocek czerwony
  - Myotis moratellii Novaes, Cláudio, C.A. Carrión-Bonilla, de Abreu-Júnior, D.E. Wilson, Maldonado & Weksler, 2021
  - Myotis riparius Handley, 1960 – nocek kolonijny
  - Myotis simus O. Thomas, 1901 – nocek aksamitny
  - Myotis midastactus Moratelli & D.E. Wilson, 2014 – nocek złoty
  - Myotis elegans E.R. Hall, 1962 – nocek strojny
  - Myotis pampa Novaes, D.E. Wilson & Moratelli, 2021
  - Myotis vivesi Menegaux, 1901 – nocek rybożerny
  - Myotis grisescens A.H. Howell, 1909 – nocek szary
  - Myotis austroriparius (Rhoads, 1897) – nocek nadwodny
  - Myotis yumanensis (H. Allen, 1864) – nocek wodny
  - Myotis velifer (J.A. Allen, 1890) – nocek jaskiniowy
  - Myotis cobanensis G.G. Goodwin, 1955 – nocek katedralny
  - Myotis chiloensis (G.R. Waterhouse, 1840) – nocek chilijski
  - Myotis arescens Osgood, 1943
  - Myotis albescens (É. Geoffroy Saint-Hilaire, 1806) – nocek posrebrzany
  - Myotis levis (I. Geoffroy Saint-Hilaire, 1824) – nocek żółtawy
  - Myotis izecksohni Moratelli, A.L. Peracchi, Dias & J.C. de Oliveira, 2011 – nocek brazylijski
  - Myotis lavali Moratelli, A.L. Peracchi, Dias & J.C. Oliveira, 2011 – nocek zagrożony
  - Myotis oxyotus (W.C.H. Peters, 1867) – nocek andyjski
  - Myotis clydejonesi Moratelli, D.E. Wilson, A.L. Gardner, R.D. Fischer & Gutiérrez, 2016
  - Myotis guarani Novaes, Cláudio, Bertocchi, de Oliveira, Semedo, Saldanha, D.E. Wilson, & Moratelli, 2025
  - Myotis martiniquensis LaVal, 1973 – nocek martynikański
  - Myotis dominicensis G.S. Miller, 1902 – nocek antylski
  - Myotis nyctor LaVal & A. Schwartz, 1974
  - Myotis atacamensis (Lataste, 1892) – nocek atakamski
  - Myotis bakeri Moratelli, Novaes, Bonilla & D.E. Wilson, 2019
  - Myotis nesopolus G.S. Miller, 1900 – nocek muchołowny
  - Myotis larensis LaVal, 1973
  - Myotis caucensis J.A. Allen, 1914
  - Myotis attenboroughi Moratelli, D.E. Wilson, Novaes, K.M. Helgen & Gutiérrez, 2017
  - Myotis handleyi Moratelli, A.L. Gardner, J.A. de Oliveira & D.E. Wilson, 2013 – nocek wenezuelski
  - Myotis diminutus Moratelli & D.E. Wilson, 2011 – nocek malutki
  - Myotis carteri LaVal, 1973
  - Myotis nigricans (H.R. Schinz, 1821) – nocek ciemny
  - Myotis extremus G.S. Miller & J.A. Allen, 1928
  - Myotis brandtii (Eversmann, 1845) – nocek Brandta
  - Myotis sibiricus Kastschenko, 1905
- Chrysopteron Jentink, 1910
  - Myotis hermani O. Thomas, 1923 – nocek strumieniowy
  - Myotis bartelsii (Jentink, 1910)
  - Myotis weberi (Jentink, 1890)
  - Myotis rufopictus (G.R. Waterhouse, 1845)
  - Myotis formosus (B.H. Hodgson, 1835) – nocek górski
  - Myotis emarginatus (É. Geoffroy Saint-Hilaire, 1806) – nocek orzęsiony
  - Myotis tricolor (Temminck, 1832) – nocek trójbarwny
  - Myotis nimbaensis Simmons, Flanders, Bakwo Fils, Parker, Suter, Bamba, Douno, Keita, A.E. Morales & W.F. Frick, 2021
  - Myotis welwitschii (J.E. Gray, 1866) – nocek rodezyjski
  - Myotis rufoniger (Tomes, 1858
  - Myotis scotti O. Thomas, 1927 – nocek wyżynny
  - Myotis morrisi J. Edwards Hill, 1971 – nocek sawannowy
  - Myotis bocagii (W.C.H. Peters, 1870) – nocek ryży
  - Myotis goudotii (A. Smith, 1834) – nocek malgaski
  - Myotis anjouanensis Dorst, 1960 – nocek komorski
- Myotis Kaup, 1829
  - Myotis alcathoe von Helversen & K.-G. Heller, 2001 – nocek Alkatoe
  - Myotis hyrcanicus Benda, Reiter & Vallo, 2012
  - Myotis dasycneme (F. Boie, 1825) – nocek łydkowłosy
  - Myotis ikonnikovi Ognev, 1912 – nocek ussuryjski
  - Myotis altarium O. Thomas, 1911 – nocek syczański
  - Myotis mystacinus (Kuhl, 1817) – nocek wąsatek
  - Myotis davidii (W.C.H. Peters, 1869) – nocek cesarski
  - Myotis nipalensis (Dobson, 1871)
  - Myotis ancricola Kruskop, Borisenko, Dudorova & Artyushin, 2018
  - Myotis annatessae Kruskop & Borisenko, 2013 – nocek drobny
  - Myotis gomantongensis C.M. Francis & J. Edwards Hill, 1998 – nocek borneański
  - Myotis ater (W.C.H. Peters, 1866) – nocek czarny
  - Myotis muricola (J.E. Gray, 1846) – nocek szerokonosy
  - Myotis annectans (Dobson, 1871) – nocek włosolicy
  - Myotis pruinosus Yoshiyuki, 1971 – nocek oszroniony
  - Myotis yanbarensis K. Maeda & Matsumura, 1998 – nocek okinawski
  - Myotis secundus Ruedi, Csorba, Lin Liangkong & Chou Chenghan, 2015
  - Myotis borneoensis J. Edwards Hill & C.M. Francis, 1984
  - Myotis federatus O. Thomas, 1916
  - Myotis indochinensis Nguyen Truong Son, T. Görföl, C.M. Francis, Motokawa, Estók, Endo, Vu Dinh Thong, Nguyen Xuan Dang, Oshida & Csorba, 2013 – nocek indochiński
  - Myotis peytoni Wroughton & Ryley, 1913
  - Myotis montivagus (Dobson, 1874) – nocek birmański
  - Myotis capaccinii (Bonaparte, 1837) – nocek długopalcy
  - Myotis laniger (W.C.H. Peters, 1871) – nocek nadbrzeżny
  - Myotis longipes (Dobson, 1873) – nocek kaszmirski
  - Myotis phanluongi Borisenko, Kruskop & Ivanova, 2008
  - Myotis siligorensis (Horsfield, 1855) – nocek himalajski
  - Myotis sowerbyi A.B. Howell, 1926
  - Myotis alticraniatus Osgood, 1932 – nocek kasztanowaty
  - Myotis ridleyi (O. Thomas, 1898) – nocek sundajski
  - Myotis rosseti (Oey Hong Peng, 1951) – nocek grubopalcy
  - Myotis horsfieldii (Temminck, 1840) – nocek orientalny
  - Myotis macrotarsus (G.R. Waterhouse, 1845) – nocek blady
  - Myotis stalkeri O. Thomas, 1910 – nocek rafowy
  - Myotis adversus (Horsfield, 1824) – nocek silnostopy
  - Myotis moluccarum (O. Thomas, 1915) – nocek molucki
  - Myotis macropus (J. Gould, 1854) – nocek wielkonogi
  - Myotis australis (Dobson, 1878) – nocek australijski
  - Myotis hasseltii (Temminck, 1840) – nocek wielkozębny
  - Myotis petax Hollister, 1912 – nocek syberyjski
  - Myotis macrodactylus (Temminck, 1840) – nocek wielkostopy
  - Myotis fimbriatus (W.C.H. Peters, 1871) – nocek chiński
  - Myotis pilosus (W.C.H. Peters, 1869) – nocek owłosiony
  - Myotis sicarius O. Thomas, 1915 – nocek myszouchy
  - Myotis bechsteinii (Kuhl, 1817) – nocek Bechsteina
  - Myotis longicaudatus Ognev, 1927
  - Myotis daubentonii (Kuhl, 1817) – nocek rudy
  - Myotis soror Ruedi, Csorba, Lin Liankkong & Chou Chenghan, 2015
  - Myotis frater G.M. Allen, 1923 – nocek bliźniaczy
  - Myotis bucharensis Kuzyakin, 1950 – nocek bucharski
  - Myotis blythii (Tomes, 1857) – nocek wschodni
  - Myotis myotis (Borkhausen, 1797) – nocek duży
  - Myotis punicus Felten, 1977 – nocek punicki
  - Myotis nattereri (Kuhl, 1817) – nocek Natterera
  - Myotis hoveli D.L. Harrison, 1964
  - Myotis tschuliensis Kuzyakin, 1935
  - Myotis crypticus Juste, Ruedi, Puechmaille, Salicini & Ibáñez, 2019
  - Myotis schaubi Kormos, 1934 – nocek kaukaski
  - Myotis nustrale Ruedi, Beuneux & Puechmaille, 2023
  - Myotis escalerai Cabrera, 1904 – nocek iberyjski
  - Myotis zenatius Ibáñez, Juste, Salicini, Puechmaille & Ruedi, 2019
  - Myotis pequinius O. Thomas, 1908 – nocek pekiński
  - Myotis bombinus O. Thomas, 1906 – nocek amurski
  - Myotis chinensis (Tomes, 1857) – nocek większy
  - Myotis hayesi Csorba & Furey, 2022
  - Myotis himalaicus Ruedi, Chakravarty, Saikia & Csorba, 2025
- incertae sedis
  - Myotis dieteri M. Happold, 2005 – nocek samotny
  - Myotis insularum (Dobson, 1878) – nocek samoański

Opisano również gatunki wymarłe w czasach prehistorycznych:

- Myotis aemulus F. Heller, 1936[48] (Niemcy; pliocen)
- Myotis baranensis Kormos, 1934[49] (Węgry; pliocen)
- Myotis bavaricus Ziegler, 2003[50] (Niemcy; miocen)
- Myotis belgicus Gunnell, R. Smith & T. Smith, 2017[51] (Belgia; oligocen)
- Myotis beppuensis Kuramoto & Yoon, 1984[52] (Japonia; plejstocen)
- Myotis boyeri Mein, 1964[53] (Francja; miocen)
- Myotis danutae Kowalski, 1956[54] (Polska; plejstocen)
- Myotis darelbeidensis Gunnell, Eiting & Geraads, 2011[55] (Maroko; pliocen)
- Myotis delicatus F. Heller, 1936[48] (Niemcy, Polska; pliocen)
- Myotis estramosensis Topál, 1983[56] (Węgry; pliocen)
- Myotis exilis F. Heller, 1936[48] (Niemcy; pliocen)
- Myotis gerhardstorchi Horáček & Trávníčková, 2019[57] (Węgry; pliocen)
- Myotis gundersheimensis F. Heller, 1936[48] (Niemcy; pliocen)
- Myotis helleri Kowalski, 1962[58] (Niemcy; pliocen)
- Myotis horaceki Ziegler, 2003[59] (Niemcy; oligocen)
- Myotis insignis (H. Meyer, 1845)[60] (Niemcy; miocen)
- Myotis janossyi Topál, 1983[61] (Węgry; pliocen)
- Myotis kormosi F. Heller, 1936[48] (Niemcy; pliocen)
- Myotis korotkevichae Rosina & Siemionow, 2012[62] (Ukraina; miocen)
- Myotis lavocati (Sigé & Menu, 1992)[63] (Francja; oligocen)
- Myotis major Ziegler, 2000[64] (Niemcy; oligocen)
- Myotis minor Ziegler, 2000[65] (Niemcy; oligocen)
- Myotis mixnitzensis Wettstein-Westerheim, 1923[66] (Niemcy)
- Myotis murinoides (Lartet, 1851)[67] (Francja; miocen)
- Myotis okafujii Kuramoto & Yoon, 1984[68] (Japonia; plejstocen)
- Myotis paradaubentoni Topál, 1983[69] (Węgry; pliocen)
- Myotis podlesicensis Kowalski, 1956[70] (Polska; plejstocen)
- Myotis praecox F. Heller, 1936[48] (Niemcy; pliocen)
- Myotis praevius F. Heller, 1936[48] (Niemcy; pliocen)
- Myotis rapax F. Heller, 1936[48] (Niemcy; pliocen)
- Myotis rectidentis Choate & Hall, 1967[71] (Stany Zjednoczone; plejstocen)
- Myotis reductus Ziegler, 2003[72] (Niemcy; miocen)
- Myotis salodorensis Revilliod, 1922[73] (Szwajcaria; oligocen)
- Myotis sanctialbani Viret, 1951[74] (Francja; miocen)
- Myotis steiningeri Kormos, 1934[75] (Węgry; pliozen)
- Myotis wuesti Kormos, 1934[76] (Węgry; pliozen)
- Myotis ziegleri Horáček, 2001[77] (Francja; miocen).